# Гебитскомиссар
Гебитскомиссар (нем. Gebietskommissar; от Gebiet — область + комиссар) — должность в административной иерархии нацистской Германии. Термин был введён во время Второй мировой войны в качестве официального титула должностного лица, осуществлявшего административные функции на оккупированных нацистской Германией территориальных образованиях. Гебитскомиссары должны были подчиняться непосредственно гражданскому главе оккупационной администрации.

## Место в иерархии
По иерархическому статусу они приравнивались к главам районных администраций или председателям районных отделений НСДАП в самой Германии. Над ними в иерархии следовали гаупткомиссары (нем. Hauptkommissar). Впервые должность гебитскомиссара была введена и утверждена после вторжения нацистов в Данию и Норвегию в 1940 году и раздела оккупированных скандинавских территорий в рамках создания нового административного деления. Также вопрос о должности гебитскомиссара стал особенно актуальным после вторжения гитлеровской Германии в СССР в 1941 году. Этот пост был введён для гражданской администрации оккупированных территорий в областях (Gebiet) рейхскомиссариатов «Остланд» и «Украина». После 1945 года должность исчезла и её упоминание фиксировалось только в исторических документах.

## Введение должности
28 июня 1941 года, через шесть дней после начала военной агрессии Германии против СССР, министр по делам восточных оккупированных территорий и партийный идеолог Альфред Розенберг подписал указ, в котором он оговорил свои планы по поводу «освоения восточноевропейского пространства», в ходе которого для эффективного управления предписывалось утвердить должности рейхскомиссара, 24 генеральных комиссаров (нем. Generalkommissare), а также 80 гаупткомиссаров и приблизительно 900 гебитскомиссаров. В качестве их рабочего штаба (с функциями единого стратегического и координационного центра) должен был стать Орденский замок Кроссензее в Померании. Из него гебитскомиссары должны были получать всю необходимую для их деятельности информацию.

## Указ фюрера от 17 июля 1941 года
Примерно месяц спустя, 17 июля 1941 года, были приняты новые правила, разработанные более подробно, которые касались должности нацистских местных комиссаров. Они основывались на не опубликованном в своё время «Указе фюрера об управлении оккупированных восточных территорий». Из этого указа следовало, что после окончания боевых действий предполагается избавить военную администрацию от исполнения гражданских обязанностей и создать особую гражданскую администрацию. Непосредственно министерству Розенберга должны были подчиняться рейхскомиссары, власть которых должна была распространяться на генеральных комиссаров, которые были уполномочены принимать решения в своих округах и районах, а им, в свою очередь, подчинялись областные комиссары, которые возглавляли области (меньшие территории в составе округа). Также было установлено, что несколько областей на оккупированных территориях в целях экономии ресурса могут быть объединены в одну главную область под управлением гаупткомиссара. Далее в указе Гитлера особо оговаривается, что в отличие от рейхскомиссаров и генеральных комиссаров, гаупткомиссары и гебитскомиссары должны назначаться непосредственно министерством по делам восточных территорий: 

Рейхскомиссары и генеральные комиссары назначаются мной, в то время как руководители департаментов в рейхскомиссариате и их уполномоченные, а также гаупткомиссары и гебитскомиссары назначаются имперским министром по делам восточных территорий.
По итогам этого указа фюрера от 17 июля командование немецкими войсками в Остланде издало распоряжение 28 августа, согласно которому вся гражданская власть с 1 сентября должна перейти нацистской гражданской администрации.
Приблизительно в июле-августе 1941 года министерством была издана разработанная для комиссаров рейха так называемая «Коричневая папка», в которой оговаривался широкий спектр полномочий гражданской администрации сформированных рейхскомиссариатов «Остланд» и «Украина». «Коричневая книга» представляла собой сборник распоряжений и указов Розенберга и его уполномоченных, которые преследовали цели осуществить план экономического ограбления восточных территорий, разработанные и изложенные в так называемой «Зелёной папке» Геринга.

## Гебитскомиссары
Гебитскомиссар в Норвегии:
- Пауль Вегенер (возглавил область «Северная Норвегия»).

Гебитскомиссары в Остланде:
- Нойм, Вальтер (родился в 1902 году), штурмбаннфюрер СС (Паневежис (с июля 1941 по август 1944 года);
- Паульсен, Эмиль (Лиепая, в 1943 году);
- Енецки, Фридрих-Вильгельм (Нарва);
- Хингст, Ганс-Кристиан (Вильнюс);
- Гевеке, Ханс (Шяуляй);
- Шрёдер, Хейно (Аренсбург, ныне Курессааре);
- Ханзен, Герман Аугуст (Валмиера);
- Рикен, Герман (Пярну);
- Карл, Хинрих (Слуцк);
- Витрок, Хуго (комиссар-управляющий городом Ригой);
- Фуст, Иоахим Херберт (комиссар Рижской области);
- Алнор, Вальтер (Лиепая, до 1943 года);
- Медем, Эберхардт фон (Елгава)
- Эррен, Герхард (Слоним);
- Крамер, Ханс (бургомистр города Каунас).
- Вернер, Рудольф (Барановичи)[1]

Гебитскомиссары в рейхскомиссариате «Украина»:
- Гилле, Альфред (город Запорожье);
- Душон, Эрнст (Пятихатка, Кривой Рог);
- Беер, Вернер (Ровно)
- Отто, Ханс-Вернер (Николаев);
- Вальхенштайнер, Отмар (Минская область).